# 中尾太一
中尾 太一（なかお たいち、1978年- ）は、日本の詩人。

## 略歴
鳥取県若桜町生まれ。日本大学芸術学部中退。18歳のころ、伊藤比呂美らの詩に触れ、詩作を始める。20代前半は荻窪を中心に詩の朗読活動を行う。また、22歳ごろから人形劇、影絵の仕事に10年ほど従事し、日本国内外を巡演する。2006年、思潮社50周年記念現代詩新人賞受賞。2007年、第一詩集『数式に物語を代入しながら何も言わなくなったFに、掲げる詩集』を刊行。2019年『ナウシカアの花の色と、〇七年 (ゼロナナ) の風の束 詩集』で鮎川信夫賞受賞。2025年『フロム・ティンバーランド』で詩歌文学館賞受賞。

## 著書
- 『数式に物語を代入しながら何も言わなくなったFに、掲げる詩集』思潮社 2007
- 『御世の戦示の木の下で』思潮社 2009
- 『中尾太一詩集』 (現代詩文庫） 思潮社 2013
- 『ア・ノート・オブ・フェイス』思潮社 2014
- 『ナウシカアの花の色と、〇七年 (ゼロナナ) の風の束 詩集』書肆子午線 2018
- 『フロム・ティンバーランド』思潮社 2024